# البطولات الوطنية الأمريكية 1911 (كرة مضرب)
قائمة بالأبطال في 1911 البطولات الوطنية الأمريكية لكرة المضرب (المعروفة الآن باسم أمريكا المفتوحة):

## الكبار

### فردي رجال
ويليام لارنيد هزم  ماورايس ماكلوجلين 6-4 6-4 6-2

### فردي سيدات
هازل هوتشكيس ويتمان هزم  فلورنس سوتون 8-10, 6-1, 9-7